# Car and Driver
Car and Driver is een Amerikaans autoblad uitgegeven door Hachette Filipacchi Magazines. In 1955 werd het blad voor het eerst uitgegeven onder de titel "Sports Cars Illustrated".